# Міхаель Краузе
Міхаель Краузе (нім. Michael Krause; 24 липня 1946 — 23 червня 2024) — німецький хокеїст на траві.
Олімпійський чемпіон 1972 року, учасник 1968, 1976 років.